# Ondrej Mantič
Ing. Ondrej Mantič (12. listopadu 1946 Trebišov – 8. září 2002 tamtéž) byl slovenský fotbalový obránce.

## Fotbalová kariéra
V československé lize hrál za Lokomotívu Košice. Nastoupil ve 188 ligových utkáních. Vítěz Slovenského poháru a finalista Československého poháru 1977 a vítěz Československého poháru 1979. V Poháru vítězů pohárů nastoupil ve 4 utkáních. V nižších soutěžích hrál za Slavoj Trebišov.

## Ligová bilance
| Ročník                                     | Zápasy | Góly | Klub                 |
| ------------------------------------------ | ------ | ---- | -------------------- |
| 1. československá fotbalová liga 1971/1972 | 23     | 0    | TJ Lokomotíva Košice |
| 1. československá fotbalová liga 1972/1973 | 27     | 0    | TJ Lokomotíva Košice |
| 1. československá fotbalová liga 1973/1974 | 26     | 0    | TJ Lokomotíva Košice |
| 2. československá fotbalová liga 1974/1975 | -      | -    | TJ Lokomotíva Košice |
| 1. československá fotbalová liga 1975/1976 | 26     | 0    | TJ Lokomotíva Košice |
| 1. československá fotbalová liga 1976/1977 | 30     | 0    | TJ Lokomotíva Košice |
| 1. československá fotbalová liga 1977/1978 | 30     | 0    | TJ Lokomotíva Košice |
| 1. československá fotbalová liga 1978/1979 | 26     | 0    | TJ Lokomotíva Košice |
| CELKEM                                     | 188    | 0    |                      |